# 李绍宗 (唐朝)
李绍宗（?—?），唐朝宗室，唐太宗玄孙，蔣王李惲曾孙，嗣蒋王李煒之孙，李銑之子。
他的祖父州刺史李煒，嗣蒋王，垂拱年间被武则天所害。其父李铣，早亡。唐中宗神龙初年，封李绍宗为嗣蒋王。景龙二年（708年），加银青光禄大夫。唐玄宗开元初年，为太子家令同正员。去世后，其子李欽福嗣蒋王。

## 子孙
- 李欽業，濟州司馬
  - 李逷，吏部常選
    - 李贊，字子匡
- 李欽福，嗣蒋王、左千牛衛將軍
  - 李頒
  - 李顥
  - 李熲
- 李欽鍔，濠州司馬
  - 李序
  - 李廙